# Chris Bartley
Chris Bartley (ur. 2 lutego 1984 w Wrexham) – brytyjski wioślarz, wicemistrz olimpijski, mistrz świata.

## Osiągnięcia
- Mistrzostwa świata U-23 – Amsterdam 2005 – czwórka podwójna wagi lekkiej – 2. miejsce.
- Mistrzostwa świata U-23 – Hazewinkel 2006 – dwójka bez sternika wagi lekkiej – 1. miejsce.
- Mistrzostwa świata – Eton 2006 – dwójka bez sternika wagi lekkiej – 6. miejsce.
- Mistrzostwa świata – Monachium 2007 – czwórka podwójna wagi lekkiej – 3. miejsce.
- Mistrzostwa świata – Linz 2008 – dwójka bez sternika wagi lekkiej – 12. miejsce.
- Mistrzostwa świata – Poznań 2009 – czwórka bez sternika wagi lekkiej – 13. miejsce.
- Mistrzostwa świata – Hamilton 2010 – czwórka bez sternika wagi lekkiej – 1. miejsce.
- Mistrzostwa świata – Bled 2011 – czwórka bez sternika wagi lekkiej – 3. miejsce.
- Igrzyska olimpijskie – Londyn 2012 – czwórka bez sternika wagi lekkiej – 2. miejsce.
- Mistrzostwa świata – Chungju 2013 – czwórka bez sternika wagi lekkiej – 3. miejsce.
- Mistrzostwa Europy – Belgrad 2014 – czwórka bez sternika wagi lekkiej – 2. miejsce.
- Mistrzostwa świata – Amsterdam 2014 – czwórka bez sternika wagi lekkiej – 3. miejsce.